# 예루살렘 총대주교
예루살렘 총대주교는 기록에 남아 있는 초대 예루살렘 주교는 의인 야고보이며 638년 지위가 공석이 되었다. 이후 세 곳의 그리스도교 교파에서 지위를 가지고 있다.

## 정교회
정교회에서의 예루살렘 총대주교는 예루살렘 정교회의 으뜸 주교이며, 동방 정교회의 아홉 총대주교 가운데 네 번째 위치를 차지하고 있다.
2005년 이래, 예루살렘 총대주교는 테오필로스 3세이고 예루살렘 총대주교청은 이스라엘 예루살렘 주님 무덤 성당에 위치해 있다.
예루살렘 총대주교의 공식 직함은 ‘거룩한 도시 예루살렘과 팔레스타인, 시리아, 요르단 강 너머 갈릴래아의 카나와 거룩한 시온의 총대주교’이다. 성지의 100,000명의 정교회 신자와 팔레스타인 정교회 대다수가 그의 사목적 지도를 받고 있다.

## 가톨릭교회
가톨릭교회에서는 예루살렘 라틴 총대주교(라틴어: Patriarcha Hierosolymitanus Latinorum, 히브리어: הפטריארכיה בירושלים)라 칭하며 이스라엘과 팔레스타인 영토, 요르단, 키프로스 전역의 라틴 교회 가톨릭 신자들에게 재치권을 행사하고 있다.
현재 이스라엘의 가톨릭 공동체는 이스라엘의 기독교 공동체 가운데 가장 규모가 큰 공동체로서, 통계상 전체 이스라엘 기독교인 11,000명 가운데 4,500명이 가톨릭교도이다. 예루살렘 라틴 총대주교는 또한 성묘 기사단의 기사단장을 겸임하고 있다.

## 아르메니아 정교회
아르메니아 정교회에서는 예루살렘의 아르메니아인의 총대주교라 칭하며 예루살렘의 아르메니아인 지역에 총대주교좌를 설치하여 유지하고 있다. 현재 예루살렘의 아르메니아인의 총대주교는 누르앙 마누기앙이다.